# Collège Externat des Enfants Nantais
 (mars 2025).
Motif : Malgré l'ancienneté de l'établissement scolaire : sources ? notoriété ?
- Archive Wikiwix
- Bing
- Cairn
- DuckDuckGo
- E. Universalis
- Gallica
- Google
- G. Books
- G. News
- G. Scholar
- Persée
- Qwant
- (zh) Baidu
- (ru) Yandex
- (wd) trouver des œuvres sur Wikidata

| 1. | Préciser le motif de la pose du bandeau. | Précisez le motif de la pose du bandeau en utilisant la syntaxe suivante : {{admissibilité à vérifier\|date=mai 2025\|motif=remplacez ce texte par le motif}}                                             |
| 2. | Informer les utilisateurs concernés.     | Pensez à avertir le créateur de l'article, par exemple, en insérant le code ci-dessous sur sa page de discussion : {{subst:avertissement admissibilité à vérifier\|Collège Externat des Enfants Nantais}} |

 (mars 2025).
L'article doit être relu — et modifié si nécessaire — par des contributeurs indépendants pour apporter un regard critique aux contributions effectuées en violation des conditions d'utilisation de Wikipédia, tant sur la forme (notamment concernant le style encyclopédique, la proportionnalité) que sur le fond (la neutralité de point de vue, la qualité et l'indépendance des sources).
 (avril 2024).
Le collège et lycée externat des Enfants-Nantais est un établissement catholique d'enseignement général, secondaire et supérieur (CPGE) de Nantes, créé en 1851 et actuellement situé dans le quartier Hauts-Pavés - Saint-Félix.
En 2017 se forme le groupe scolaire Externat-Chavagnes avec le Collège Françoise d'Amboise Chavagnes.

## Historique
L'établissement est fondé dans le cadre juridique de la loi Falloux en 1851 par l'évêque de Nantes, Antoine Jaquemet, et l'abbé Jules Pergeline (1821-1898), qui en est son premier supérieur ; le terme d'« Enfants nantais » fait référence à saint Donatien et saint Rogatien, patrons de la ville et du diocèse de Nantes.
L'externat a été installé successivement rue Colbert, rue Bonne-Louise, rue de Gigant, avant d'emménager à son adresse actuelle située au numéro 31 de l'avenue Camus en 1933.
Les terrains sur lequel a été édifié le bâtiment principal d'origine ont été cédés par la famille Lemoine. La parcelle descend jusqu’à la Chézine, qui en cas de crues importantes, envahit les terrains de sports qui la bordent. Avant de devenir le siège de l'internat, l'immeuble de la rue Colbert reçoit les classes maternelles, plus tard transférées avenue Émile-Boissier.
La décoration de la chapelle est due au chanoine Pierre Bouchaud.
Avenue Camus, dans les années 1950, la maison bourgeoise située face au bâtiment principal est transformée en salles de classe des terminales et le petit laboratoire de physique-chimie, jusque-là à l'étroit dans une descente d'escalier, y est transféré.
L'Externat a longtemps été le lieu principal d'éducation pour les enfants de la bourgeoisie catholique nantaise, et l'est toujours aujourd'hui dans une moindre mesure.
Le corps professoral a longtemps été formé par des laïcs et par des prêtres séculiers. Les services généraux (conciergerie, cuisines, infirmerie, auxiliaires de cultes) étaient assurés par des sœurs de Sainte-Marie de Torfou. En raison de la pénurie des vocations, le corps professoral est essentiellement laïc dans la deuxième moitié du XXe siècle, notamment à partir de la loi Debré sur l'enseignement privé, avec le système des établissements sous contrat.
Aujourd'hui, l'Externat accueille ses élèves dans cinq bâtiments désignés comme suit : Renaume, Lequimener, « petit collège » (pour les 6e-5e), Chézine et Lemoine. Il possède trois entrées situées avenue Camus (entrée principale), rue Colonel-Desgrées-du-Lou et avenue Émile-Boissier.
À la rentrée 2017, l'externat des Enfants-Nantais qui compte 450 élèves (+ 145 élèves prépa), accueille en son sein les 150 élèves du lycée Françoise-d'Amboise (appelé aussi « lycée Chavagnes »), établissement lui aussi privé, situé à proximité et avec lequel il possède une direction commune. Les deux établissements gardent néanmoins chacun leurs classes de collège.

## Enseignements
- collège ;
- lycée :  Spécialités proposées
  - Histoire-géographie, géopolitique et sciences politiques (HGGSP)
  - Humanités, littérature et philosophie (HLP)
  - LLCER anglais - monde contemporain
  - Mathématiques
  - Physique-chimie
  - Sciences de la vie et de la Terre (SVT)
  - Sciences économiques et sociales (SES)
- classe préparatoire aux grandes écoles (CPGE) : biologie, chimie, physique et sciences de la Terre (BCPST) et économique et commerciale voie générale (ECG).

### Classement du lycée
En 2024, le lycée se classe 14e sur 50 au niveau départemental en termes de qualité d'enseignement, et 4e lycée de Nantes. Le classement s'établit sur trois critères : le taux de réussite au bac, la proportion d'élèves de première qui obtient le baccalauréat en ayant fait les deux dernières années de leur scolarité dans l'établissement, et la valeur ajoutée (calculée à partir de l'origine sociale des élèves, de leur âge et de leurs résultats au diplôme national du brevet).

### Classements des CPGE
Le classement national des classes préparatoires aux grandes écoles (CPGE) se fait en fonction du taux d'admission des élèves dans les grandes écoles.
En 2015, L'Étudiant donnait le classement suivant pour les concours de 2014 :
| Filière | Élèves admis dans une grande école* | Taux d'admission* | Taux moyen sur 5 ans | Classement national | Évolution sur un an |
| --- | ----------------------------------- | ----------------- | -------------------- | ------------------- | ------------------- |
| ECS | 0 / 25 élèves                       | 0 %               | 2 %                  | 95eex-æquo sur 95   | =                   |
| BCPST | 6 / 29 élèves                       | 21 %              | 10 %                 | 42e sur 53          | 7                   |
| Source : Classement 2015 des prépas - L'Étudiant (Concours de 2014). * le taux d'admission dépend des grandes écoles retenues par l'étude. Par exemple, en filières ECE et ECS, ce sont HEC, ESSEC, et l'ESCP qui ont été retenues; en filières scientifiques, c'est un panier de 11 à 17 écoles d'ingénieurs qui a été retenu selon la filière (MP, PC, PSI, PT ou BCPST). |                                     |                   |                      |                     |                     |

## Personnalités liées

### Supérieurs puis directeurs
- 1851-1892 : abbé Jules Pergeline
- 1892-1906 : abbé Alcime-Armand-Pierre-Henri Gouraud
- janvier 1939 - mai 1946 : abbé Félix Guiller[12].

### Anciens enseignants
- Léon Dixneuf
- Yves Courtonne
- Jean-Baptiste Ériau
- Michel Viot
- Adolphe-Marie Hardy
- Michel Raingeard

### Anciens élèves
- Henri Le Cour-Grandmaison
- Pierre Waldeck-Rousseau
- Jacques Viot
- René Bureau
- Armel de Wismes
- Emerand Bardoul
- René Ménard
- Hugo Leclercq (Madeon) ;
- Michel Noury
- Claude Guillon-Verne
- Guillaume Mollat
- Yves-Marie Dubigeon, évêque de Sées ;
- Mériadec Rivière ;
- Ahmed Sylla.
- Mériadec Rivière
- Michel Raingeard
- Pierre Roy
- Loïck Peyron
- Michel Dugast Rouillé
- Michel Cantal-Dupart
- Gaston Serpette
- Yves Bottineau